# MyPaint
MyPaint ist eine freie, plattformunabhängige Grafiksoftware mit dem Schwerpunkt auf digitalem Malen und Zeichnen. Zum Funktionsumfang gehört die Unterstützung drucksensitiver Grafiktabletts.
MyPaint ist in den Programmiersprachen C, C++ und Python geschrieben und hat eine auf GTK+ und Cairo basierende graphische Benutzeroberfläche.
MyPaint wird seit dem Jahr 2004 entwickelt; die erste Veröffentlichung (Version 0.1) geschah am 12. März 2005. Im November 2010 wurde die Version 0.9.0 und am 22. November 2011 schließlich die Version 1.0.0 freigegeben. Aktuell ist die Version 2.0.0 in der Entwicklung.
Es wird als freie Software auch im Quelltext unter den Bedingungen von Version 2 der GNU General Public License (GPL) verbreitet. Es ist in den populären Linux-Distributionen Ubuntu und Fedora direkt aus den Standard-Paketquellen installierbar.

## Funktionsumfang

### Grafiktablett
Die Unterstützung von drucksensitiven Grafiktabletts bildet das natürliche Malen und Zeichnen nach. Die Stärke des Drucks lässt sich über eine Kurve an Verhalten und Vorlieben anpassen.

### Pinsel und Stifte
Viele verschiedene Stifte und Pinsel sind schon im Basispaket enthalten und können durch Pinselvorlagen anderer Hersteller ergänzt werden. Es ist aber auch möglich, eigene Pinsel zu erstellen. Der Brusheditor in Mypaint ist ein sehr umfangreiches Werkzeug zum Editieren und Erstellen eigener Pinselvorlagen. Ein umfangreiches Tutorial findet sich im Wiki des Mypaint-Projekts.

### Ebenen
Mypaint unterstützt das Arbeiten in Ebenen, die auf verschiedene Weisen miteinander verrechnet werden können. Zurzeit (Vers. 1.0.0) sind die Modi: Normal, Multiply, Burn, Dodge und Screen verfügbar. Bei sorgfältiger Planung der Arbeit können damit sehr diffizile Effekte erzielt werden. Auch verschiedene Maluntergründe können eingestellt werden. Eine Auswahl ist im Basispaket enthalten und kann durch eigene Vorlagen erweitert werden.

### Dateiformat
Das Standarddateiformat ist das OpenRaster-Dateiformat (*.ora). Über ein Plugin kann die Grafiksoftware GIMP diese Dateien mit sämtlichen Ebenen laden und bearbeiten. Weitere von Mypaint unterstützte Dateiformate sind JPEG und PNG, allerdings unterstützen diese Dateiformate keine Ebenen.